# Вакаров Василь Дмитрович
Василь Дмитрович Вакаров (нар. 24 травня 1966, с. Іза, Закарпатська область) — колишній український правник, політолог, громадський діяч. Нині російський пропагандист.

## Освіта
З 1973 до 1981 рр. навчався у восьмирічній школі — інтернат м. Виноградова
З 1981 до 1983 у класі з поглибленим вивченням математики Ужгородської школи — інтернат № 2
У 1991 році закінчив Київський державний університет ім. Т. Г. Шевченка, отримав кваліфікацію юриста.

## Кар'єра
З 1991 до 1994 рр. працював юрисконсультом у Службі добровільної праці та соціального захисту молоді м. Києва.
У 1994—2000 рр. — заступник директора Київського молодіжного центра праці.
З 1996 року — адвокат.
У 2000—2008 рр. — заступник директора, директор Української фінансової компанії «Альфа-капітал». Компанією була здійснена реконструкція будинку по вул. Саксаганського, 96 у м. Києві — пам'ятки архітектури
З 2008 до 2010 — депутат Дніпровської районної ради у м. Києві.
У 2008—2009 — радник Міністра України у справах сім'ї, молоді та спорту Юрія Павленка.
З жовтня 2009 до квітня 2011 працював головним спеціалістом апарату Урядового уповноваженого з питань антикорупційної політики Секретаріату Кабінету Міністрів України. За час роботи провів антикорупційну експертизу 60 проектів нормативно-правових актів.
У 2011—2013 — завідувач сектору з питань запобігання та виявлення корупції Міністерства економічного розвитку і торгівлі України
З жовтня 2013 по червень 2014 — головний спеціаліст відділу з питань антикорупційної політики Адміністрації Президента України.
З червня по жовтень 2014 року — завідувач відділу з питань антикорупційної політики, Т.в.о. керівника Головного управління з питань діяльності правоохоронних органів та протидії корупції Адміністрації Президента України.
Пішов із Адміністрації на знак незгоди з антикорупційною політикою Президента Порошенка. Сам він так розповідав про мотиви свого звільнення з цієї посади:
|  | Протягом одного часу я працював в адміністрації екс-президента України Петра Порошенка. Спочатку він казав мені: займайся, я тобі довіряю. Через 3-4 місяця, коли я зрозумів, що це ніяка не антикорупційна діяльність, а навпаки, він прагне очолити потоки, я прямо йому сказав, що так не робитиму. |

Лютий 2015 року — учасник конкурсу на зайняття посади директора Національного антикорупційного бюро України.
Червень-грудень 2015 — учасник конкурсу з відбору кандидатів на посаду членів Національного агентства з питань запобігання корупції.
Жовтень 2015 — травень 2016 — заступник керівника громадської спілки ЦЕНТР ЗАПОБІГАННЯ ТА ПРОТИДІЇ КОРУПЦІЇ, організації, яка провела перші антикорупційні (митний та Євро 2012) форуми у м. Львові
Протягом 2016-2017 років переїхав до Росії, де нині і живе.
Перебуваючи вже в Росії, влітку 2018 року став учасником робочої групи з розробки «концепції народної Конституції» Юлії Тимошенко.

## Антиукраїнська діяльність
У 2018-2022 роках був частим гостем телеканалів Медведчука–Мураєва «112 Україна», «NewsOne», «Наш».
До прикладу, під час парламентських виборів 2019 року на сайті партії «Опозиційна платформа — За життя» було розміщено 17 компліментарних коментарів Вакарова на адресу Віктора Медведчука.
Паралельно бере участь у різних російських пропагандистських ток-шоу. Зокрема, на одному із них заявив, що не вважає Росію агресором. 
Є фігурантом бази "Миротворець".
Після повномасштабного вторгнення Росії в Україну 24 лютого 2022 року активно переписувався з радником голови Офісу Президента України Андрія Єрмака Олексієм Арестовичем, який у 2023 році повідомив, що на нього були накладені персональні санкції РНБО.  
Активно публікувався на проросійському ресурсі "Голос правди", а у своєму телеграм-каналі критикує усі дії української влади та розповсюджує російську пропаганду. 

## Родина
Одружений, батько 4 дітей.
До 24 лютого 2022 року він зі всією свою родиною жили на території Росії.
Влітку 2022 року його дружина через свої антиросійські погляди переїхала до Києва, а через рік, у 2023 році, — вже до Великої Британії.
Донька Вакарова нині мешкає у Польщі.
А старший син живе зі своїм батьком на Росії.

## Цікаві факти
Вакаров є псевдонімом експерта, який той взяв в честь свого дідуся — Вакарова Дмитра Онуфрійовича, відомого українського поета. Справжнє прізвище Вакарова наразі невідоме.

## Нагороди
Нагороджений орденом «За заслуги» ІІІ ст. Указ Президента України від 24 червня 2004 р. № 5825.
Заслужений юрист України. Указ Президента України від 24 листопада 2008 р. № 1072.